# HSK 9 "Michel"
Michel (HSK-9) var en tysk hjälpkryssare (Hilfskreuzer) som användes för att attackera allierad handelssjöfart under andra världskriget. Hon var ursprungligen ett fraktfartyg vid namn Bielsko som byggdes av Danzigvarvet i Danzig mellan 1938 och 1939, men efter andra världskrigets utbrott rekvirerades hon av Kriegsmarine och byggdes om till ett sjukhusfartyg vid namn Bonn. Sommaren 1941 byggdes hon om för att fungera som en hjälpkryssare och togs i bruk den 7 september 1941. Hon benämndes också som Schiff 28 och för Royal Navy var fartyget känt som Raider H.

## Konstruktion och ombyggnad
När hjälpkryssaren Widder återvände till Tyskland efter sin räd var motorerna nästan helt utslitna. Sjukhusfartyget Bonn byggdes därför om till en hjälpkryssare och de vapen som tidigare hade suttit på Widder monterades på fartyget.

## Första räden
Trots att Michel skulle påbörja sin operation i slutet av november 1941 kunde hon inte påbörja den förrän i mars 1942 på grund av förseningar i ombyggnaden. Hon förflyttades sedan med tung eskort genom Engelska kanalen till en hamn i det ockuperade Frankrike. Den 20 mars 1942 påbörjade hon sin räd under befäl av kapten Helmuth von Ruckteschell, tidigare befälhavare på Widder.
Michel gick på grund vid sitt första försök att segla genom kanalen och var tvungen att återvända till hamnen. Hon lyckades nå Atlanten den 20 mars i sitt andra försök. Den 14 och 15 mars attackerade brittiska styrkor fartyget och hennes eskort, men utan framgång. Michel inledde sin operation i södra Atlanten och sänkte den 19 april det brittiska tankfartyget Patelle (7 469 bruttoregisterton (BRT)). Den 22 april sänkte hennes lilla motortorpedbåt LS 4 Esau det amerikanska tankfartyget Connecticut (8 684 bruttoton), men en attack mot det snabbare brittiska fraktfartyget Menelaus misslyckades den 1 maj. Royal Navy skickade vid denna tidpunkt den tunga kryssaren HMS Shropshire och två beväpnade handelsfartyg för att spåra upp henne. Trots detta sänkte Michel det norska fraktfartyget Kattegat (4 245 bruttoton) den 20 maj.
LS 4 Esau upptäckte det amerikanska Libertyfartyget SS George Clymer (6 800 bruttoton) och fick in två torpedträffar, men fraktfartyget sjönk inte. Den närliggande brittiska hjälpkryssaren HMS Alcantara räddade besättningen, men fartyget fick överges. Det tyska fartyget retirerade när de brittiska hjälpkryssarna kom till platsen och undkom att upptäckas. Britterna antog felaktigt att George Clymer hade torpederats av en ubåt. Den 2 januari 1943 sänkte hon det brittiska fraktfartyget Empire March i södra Atlanten.
Efter en framgångsrik kryssning på elva och en halv månad anlände hon till Japan i mars 1943, efter att ha lämnat räddade allierade sjömännen i Singapore.
Under sina 346 dagar till sjöss hade Michel sänkt 15 allierade handelsfartyg, totalt 98 586 ton (BRT).

## Andra räden
Efter en ombyggnad seglade Michel från Yokohama för sin andra resa den 21 maj 1943, nu under befäl av kapten Günther Gumprich, som tidigare hade fört befäl över hjälpkryssaren Thor.
Hon seglade längs Australiens västkust och korsade Stilla havet till Sydamerikas kust. Michel mötte och sänkte tre allierade fartyg under en femmånadersperiod, totalt 27 632 bruttoregisterton, innan hon återvände till Japan.
Michels första offer var det norska fraktfartyget Høegh Silverdawn på 7715 bruttoton som sjönk sydost om Kokosöarna tidigt på morgonen den 15 juni, när det var på väg från Fremantle i Australien till Abadan i Iran med ammunition och styckegods. Totalt 30 besättningsmän och 6 passagerare omkom. Tre överlevande räddades efter 11 dagar på en flotte. Ytterligare 14 överlevande anlände till Indien efter att ha färdats 32 dagar och 3 100 nautiska mil i en skadad livbåt.
Det andra handelsfartyget som sänktes av Michel var också norskt, tankfartyget Ferncastle på 9940 bruttoregisterton. Ferncastle torpederades först av Michels motortorpedbåt LS4 Esau och besköts sedan av hjälpkryssaren. Sammanlagt 24 sjömän dog, 18 i attacken och sex andra ombord på en av tankfartygets livbåtar innan de räddades.
Ödet för hennes sista offer, det norska tankfartyget India på 9977 bruttoton, som sjönk i södra Stilla havet den 11 september 1943 med förlust av alla man, skulle inte bli känt förrän efter krigsslutet. Den 29 augusti såg Michels utkikar vad de identifierade som en Pensacola-klass kryssare. Gumprich beordrade en nordlig kurs för att undvika det fientliga krigsfartyget. Loggboken för den amerikanska lätta kryssaren USS Trenton visar att hon hade en radarkontakt som varade i 15 minuter dagen innan. Trenton patrullerade mellan 22°05′S 172°46′W och 20°16′S 174°56′W. Om den amerikanska kryssaren hade undersökt saken hade besättningen på India kanske kunnat räddas.

## Öde
Nästan inom synhåll för Japan och bara 80 km utanför hamnen upptäcktes Michel av den amerikanska ubåten USS Tarpon den 20 oktober 1943. I ett av de få fall där amerikanska ubåtar attackerade ett tyskt fartyg under andra världskriget avfyrade Tarpon totalt åtta torpeder i fyra på varandra följande vågor, varav fyra torpeder träffade och detonerade. Michel sjönk och 290 av besättningen, inklusive kaptenen, omkom. De 116 överlevande nådde säkerhet i Japan efter en tre dagars resa i öppna båtar. Dussintals andra hade lämnats kvar på flottar och flytande vrakdelar, men den kejserliga japanska flottans sökflygplan rapporterade att de inte hade sett någonting. Detta orsakade en del friktion med de tyska marinofficerarna i Japan, som tyckte att japanerna verkade ointresserade av att rädda eventuella tyska överlevande. Förlusten av Michel innebar slutet på de tyska hjälpkryssarnas räder.